# Hanam
Hanam (hangul 하남시, hanja 河南市) är en stad i den sydkoreanska provinsen Gyeonggi, och är en östlig förort till Seoul. Invånarantalet var 295 620 vid slutet av 2020.
Kommunen är administrativt indelad i fjorton stadsdelar ('dong):
Cheonhyeon-dong,
Choi-dong,
Chungung-dong,
Deokpung 1-dong,
Deokpung 2-dong,
Deokpung 3-dong,
Gambuk-dong,
Gamil-dong,
Misa 1-dong,
Misa 2-dong,
Pungsan-dong,
Sinjang 1-dong,
Sinjang 2-dong och
Wirye-dong.